# Jorge Bocacci
Jorge Bocacci (Lomas de Zamora, Buenos Aires, 2 de julio de 1945) es un periodista, locutor y presentador televisivo argentino. Difusor del tango argentino, es conocido por ser el maestro de ceremonias del famoso programa Titanes en el ring.

## Biografía
Fue hijo único de su madre Georgina, ama de casa, y de su padre Tono, que era operario en una fábrica de vidrios en Llavallol. Nacido en Lomas de Zamora, cursó el ciclo primario en la escuela 14 y se recibió de técnico mecánico en la ENET de Temperley, casi no ejerció ese oficio. Durante meses fue colectivero de la línea 36. Se mudó a La Plata para estudiar ingeniería. Estudió en Universidad Nacional de La Plata (UNLP) egresándose con el título de Licenciado en Comunicación. Posteriormente decidió a hacer la carrera de locutor en el Cosal, y desde joven se introdujo en la locución en emisoras como Radio del Plata y en Radio Antártida. Consiguió trabajo en la agencia Saporiti, donde hizo sus primeras experiencias redactando cables y cubriendo notas, en la sección Política y luego en Deporte.
En 1978 con tres amigo montó una tanguería en Pinamar, hasta que los luchadores Rubén Peucelle y José Luis (el campeón español) lo llevaron a ver a Karadagian para integrar un programa para chicos.
En la pantalla televisiva se inició en el programa Lucha libre en 1975 emitido por Canal 9. Luego se le brindó un notable espacio como maestro de ceremonias de manera consecutiva entre 1978 y 1991 con Titanes en el ring creado y dirigido por el recordado actor y luchador Martín Karadagián. Bocacci entró allí tras reemplazar a Carlos Victor Andris, el primer maestro de ceremonias. Volvió al programa en 1997 hasta el 2000. En 1988 interviene en el programa Lucha fuerte, que tuvo como protagonista al Ancho Peucelle. También trabajó como jurado en Grandes valores del tango, conducido por Silvio Soldán, y en un ciclo donde se contaban chistes con Eddie Pequenino. Participó como invitado especial en programas como Mariana de casa con Mariana Fabbiani, Gracias por venir, gracias por estar, AM, antes del mediodía y Hechos y protagonistas.
En cine hace su única incursión en la película de 1984, Titanes en el ring contraataca, dirigida por Máximo Berrondo y protagonizada por Julio de Grazia, Martín Karadagián y Marita Ballesteros.
Por varios años, fue animador de shows tangueros en distintos locales de la capital, donde tuvo el gusto de presentar y alternar con figuras como Floreal Ruiz, Rodolfo Lezica, Armando Laborde y Roberto Rufino, entre muchos otros.
Durante más de cincuenta años condujo un programa radial que fue cambiando de nombre con el transcurrir de los años primero Silbando tangos desde 1972 en Radio Mitre, y luego llamado Bocacci a tango limpio por Radio Cooperativa , como uno de los más destacados difusores de tango en el país. Entrevisto a grandes personalidades del ambiente artístico como Sandro.
Entre los tantos premios y galardones que recibió en sus años de trayectoria se mencionan el Premio Cuna de la Bandera 2016 en la Ciudad de Rosario y ganó cinco Premio Martín Fierro por su ciclo Bocacci a tango limpio, emitido desde el 2004.

## Filmografía
- 1984: Titanes en el ring contraataca, como presentador y locutor de la lucha.

## Trayectoria

### Radio
Radio Nueva Independencia 100.1
Radio Mitre
- Silbando tangos
- Bocacci: Música y noticias

Radio Buenos Aires
- Viva el tango[12]

Radio 10
- Bocacci, a tango limpio

- La noche de Jorge Bocacci

Radio Colonia
- Tangos y noticias

Radio Cooperativa AM 770
- Bocacci, a tango limpio[13]

### Televisión
- 2019: Tangoleando
- 2013: Gracias por venir, gracias por estar (participación especial).
- 2013: 1002 Momentos de la tele (participación especial).
- 2012: AM, antes del mediodía (participación especial).
- 2011/2015: Hechos y protagonistas (participación especial).
- 2002: Mariana de casa.
- 1997/2000: Titanes en el ring.
- 1988/1989: Lucha fuerte.
- 1980: Grandes valores del tango.
- 1978/1991: Titanes en el ring.
- 1975: Lucha fuerte, por Canal 9.